# Seznam indijskih igralcev kriketa
Seznam indijskih igralcev kriketa.

## A
- Anil Kumble

## C
- Chandu Borde

## H
- Harbhajan Singh

## J
- Javagal Srinath

## K
- Kapil Dev

## L
- Lakshmipathy Balaji

## M
- Mansoor Ali Khan Pataudi
- Mohammed Azharuddin
- Mohinder Amarnath

## R
- Rahul Dravid
- Ranjitsinghji

## S
- Sachin Tendulkar
- Saurav Ganguly
- Sunil Gavaskar

## V
- Virender Sehwag